# 대형항공모함

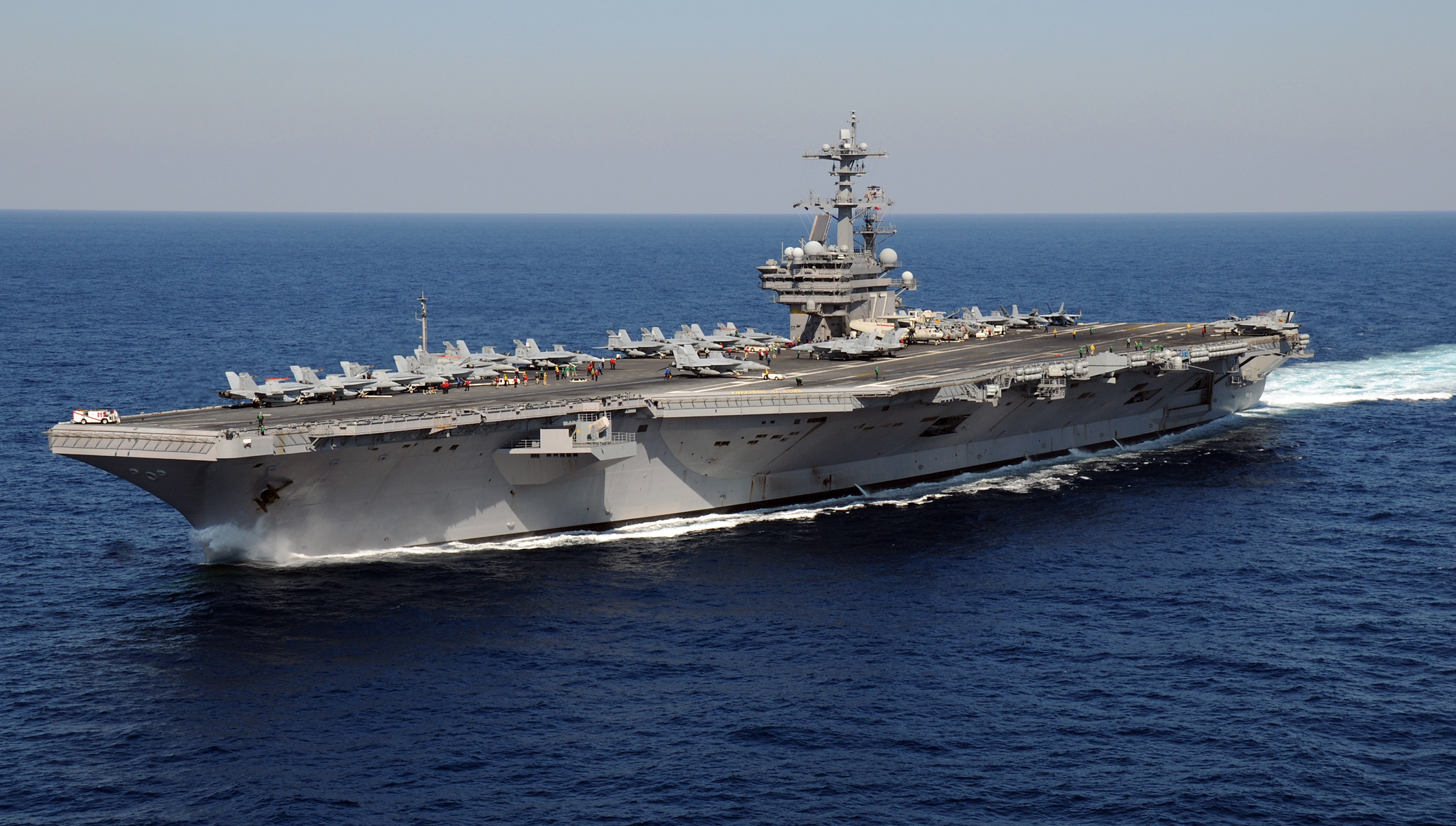
니미츠급 항공모함

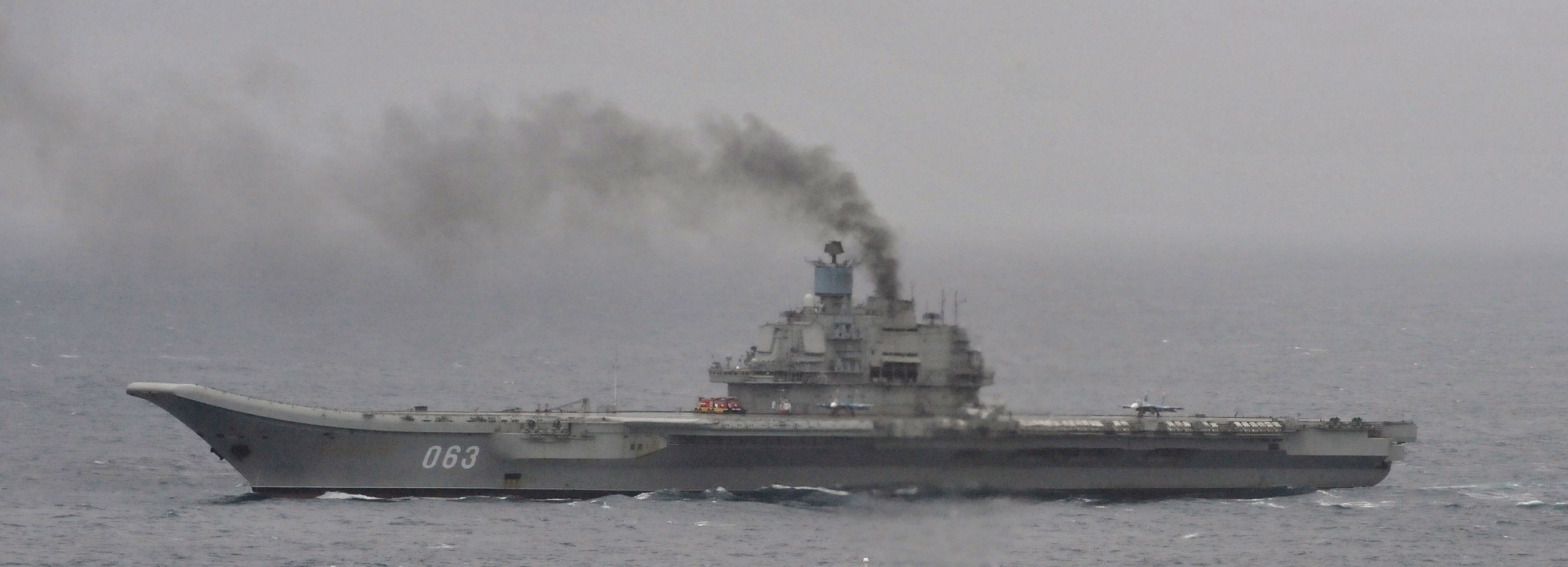
어드미럴 쿠즈네초프급 항공모함

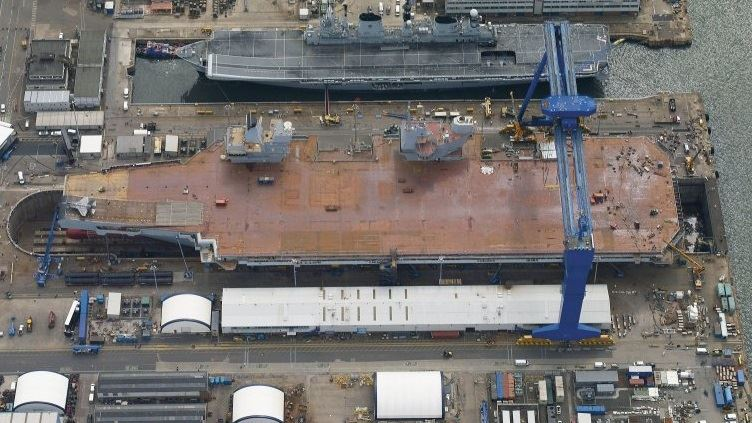
퀸 엘리자베스급 항공모함

슈퍼캐리어(영어: supercarrier) 또는 대형항공모함(大型航空母艦)은 항공모함 중에서도 배수량이 약70,000t 내외인 거대한 항공모함이며, 일반 이착륙 함재기(CTOL:conventional take-off and landing)를 사용하는 대형 항공모함을 뜻한다.
대형항모인 슈퍼캐리어는 배수량 7만톤, 중형항공모함은 4만톤, 경항공모함은 2만톤 정도로 분류한다.
현재 몇몇 나라가 운용하는 경항공모함과는 대조된다.
현재 미국만이 100,000t급 이상의 슈퍼캐리어를 13~15척 정도 운용하고 있으며, 절대 다수가 원자력 추진방식이다. 그러나, 영국, 프랑스, 중국, 인도 등이 미국 최초의 재래식 슈퍼캐리어인 포레스탈급 항공모함과 비슷한 60,000 ~ 75,000t급의 대형 항공모함을 건조 중에 있으며, 빠르면 2015년 즈음 새로 배치될 것이다.

## 포레스탈급
포레스탈급은 미국 해군 최초의 슈퍼캐리어이다. 슈퍼캐리어라고 불린 이유는, 제2차 세계대전에서 활약한 만재배수량 65,000톤인 미드웨이급 항공모함 보다 무려 25%나 커졌기 때문이다. 만재배수량이 75,000톤이다. 미드웨이급 항공모함이 65-75대, 에식스급 항공모함이 50대의 함재기를 탑재한 반면에, 포레스탈급은 80-100대의 함재기를 탑재한다.

## 세계의 대형항모
- 일본 해군: 시나노급 항공모함 세계 최초의 슈퍼캐리어.(포레스탈이 건조되기 전까지는 배수량이 가장 큰 항모였다.)
- 미국 해군: 유나이티드 스테이츠급 항공모함 (1950, 취소.)
- 미국 해군: 포레스탈급 항공모함 (1955~1998, 세계 최초의 정규 슈퍼캐리어.)
- 미국 해군: 키티호크급 항공모함 (1961~2009, 재래식추진, 퇴역한 상태.)
- 미국 해군: 엔터프라이즈급 항공모함(1961~2015, 세계 최초의 원자력추진 슈퍼캐리어.)
- 미국 해군: 니미츠급 항공모함(1975~ 미 해군의 현용 주력 항공모함.)
- 미국 해군: 제럴드 R. 포드급 항공모함(2015년 계획, 미국이 추진하는 신형 항모이다.)
- 소련 해군: 프로젝트 1153 오렐 (1970, 구 소련이 미국에 대항하기 위해 추진했던 항모건조 프로젝트로 핵동력과 증기식 캐터펄트를 장착할 계획이었다. 취소.)
- 소련 해군: 울리야놉스크급 항공모함 (1990, 소련이 추진 했던 항모 건조 계획. 소련이 해체되면서 취소.)
- 영국 해군: CVA-01 항공모함
- 러시아 해군: 어드미럴 쿠즈네초프급 항공모함 (1990, 현 러시아 해군의 유일한 항공모함.)
- 영국 해군: 퀸 엘리자베스급 항공모함 (CVF프로젝트, 재래식추진, 2019년 1번함 배치예정. 2척이 계획된 영국의 슈퍼캐리어.)
- 프랑스 해군: 차기 프랑스 항공모함 (이름 미정, 영국의 차기항모를 개조, 재래식추진, 2017년에 1번함 취역 예정.)
- 인도 해군: 비크란트급 항공모함 (재래식추진, 2번함부터 대형으로 계획)
- 중화인민공화국 해군: 랴오닝호 항공모함 (재래식추진)
- 중화인민공화국 해군: 산둥호 항공모함 (재래식추진)
- 중화인민공화국 해군: 푸젠호 항공모함 (재래식추진)

## 같이 보기
- 중형항공모함
- 경항공모함